# Bram Westers
Abraham Westers (Nieuwe Pekela, 18 mei 1928 − Groningen, 1 maart 2018) was een Nederlands kunsthistoricus en museumdirecteur.

## Biografie
Westers was een zoon van tricotagefabrikant Geert Westers (1898-1962) en Margaretha Oppentocht (1899-1986). Hij studeerde kunstgeschiedenis aan de Rijksuniversiteit Groningen. Hij trouwde met Adri G.E. Reinders die werkzaam was bij het Haagse Kostuummuseum en zich ook onder zijn directoraat in Groningen met de kostuumcollectie bezighield, en met wie hij verscheidene kinderen kreeg. Vanaf 1956 werkte hij, nog niet afgestudeerd, bij het Museum Boijmans Van Beuningen, onder Bernardine de Neeve. In 1963 werd hij benoemd tot directeur van het Groninger Museum, hetgeen hij tot 1977 bleef, waarna hij werd opgevolgd door Frans Haks. Vervolgens was hij tot 1988 hoofdconservator kunstnijverheid van het Gemeentemuseum Den Haag; bij zijn afscheid en pensionering werd hem een tentoonstelling aangeboden met door hem voor het museum aangekochte werken. Hij was in 1989 oprichter en vervolgens conservator en adviseur van het Kapiteinshuis Pekela.
In Groningen hield hij zich bezig met tentoonstellingen over de Rotterdamse schilder en graficus Wout van Heusden (1963), GR4K, 4 jonge Groninger kunstenaars (1965), Groningen constant. Groningen-Munster 1672 (1972), Groninger kunstenaars dokumentatie (1972). In Den Haag hield hij zich bezig met Wedgwood en Nederland in de 18de eeuw. Gemeentelijk Museum het Princessehof, Leeuwarden, 19 juni-12 september 1982, Haags Gemeentemuseum, 's-Gravenhage, 25 september-28 november 1982.
Drs. A Westers, Ridder in de Orde van Oranje-Nassau, overleed in 2018 op 89-jarige leeftijd.